# Allocosa mascatensis
Allocosa mascatensis este o specie de păianjeni din genul Allocosa, familia Lycosidae. A fost descrisă pentru prima dată de Simon, 1898.
Este endemică în Oman. Conform Catalogue of Life specia Allocosa mascatensis nu are subspecii cunoscute.